# Prognózis (orvostudomány)
A prognózis (görög: πρόγνωσις ’előrejelzés’) egy orvosi kifejezés a betegség várható alakulásának előrejelzésére, beleértve azt is, hogy a jelek és tünetek javulnak vagy súlyosbodnak (és milyen gyorsan) vagy stabilak maradnak az idő múlásával; az életminőség elvárásai, mint például a napi tevékenységek végrehajtásának képessége; a szövődmények és a kapcsolódó egészségügyi problémák lehetősége; és a túlélés valószínűsége (beleértve a várható élettartamot is). A prognózis a diagnosztizált betegség normális lefolyása, az egyén fizikai és mentális állapota, a rendelkezésre álló kezelések és további tényezők alapján történik. A teljes prognózis magában foglalja a betegség várható időtartamát, működését és leírását, mint például a progresszív csökkenés, az időszakos válság vagy a hirtelen, kiszámíthatatlan válság.
A nagy statisztikai populációkra történő alkalmazás esetén a prognosztikai becslések nagyon pontosak lehetnek, például a „súlyos szeptikus sokkot szenvedő betegek 45%-a 28 napon belül meg fog halni”, mivel a korábbi kutatások szerint a betegeknek ez az aránya meghalt. Ez a statisztikai információ nem vonatkozik az egyes betegek prognózisára: további információra van szükség annak megállapításához, hogy a beteg a 45%-ba tartozik-e.